# シベリア・ユピック語
シベリア・ユピック語（Siberian Yupik language）はエスキモー・アレウト語族のユピック諸語に属す言語である。ロシアのシベリア東端部のチュコート半島よびアラスカのセントローレンス島でシベリア・ユピックによって話される。他のシベリアのユピック語と区別するため中央シベリアユピック語（Central Siberian Yupik)ともいう。
ロシアのシベリア・ユピックはユピック同士でもロシア語による会話をすることが多いとされ、語彙や語順などの様々な面でロシア語の影響を受けているという。また、話者の子供への母語の継承には消極的である。また、アメリカにおいてもロシアほどではないものの継承が途絶えていっている。
アラスカでは1100人のシベリア・ユピックのうち約1050人が、ロシアでは1200～1500人のシベリア・ユピックのうち約300人が話し、話者数は計約1350人である。

## 参考
- 永井佳代「シベリア・ユピック語の現状と問題点」『国立民族学博物館調査報告』第39巻、国立民族学博物館、2003年6月、295-298頁、doi:10.15021/00001924。